# Bengt Hambraeus
Bengt Hambraeus (ur. 29 stycznia 1928 w Sztokholmie, zm. 21 września 2000 w Apple Hill w stanie Ontario) – szwedzki kompozytor, organista i muzykolog.

## Życiorys
W latach 1944–1948 uczył się gry na organach u Alfa Lindera. Od 1947 do 1956 roku studiował także muzykologię na Uniwersytecie w Uppsali. Podczas studiów prowadził także wykłady i pracował jako bibliotekarz. W latach 1951–1955 uczestniczył w Międzynarodowych Letnich Kursach Nowej Muzyki w Darmstadcie. Od 1947 roku występował z recitalami organowymi w krajach skandynawskich, Niemczech i Francji. W latach 1954–1964 był współredaktorem czasopisma Musikrevy. Pracował w studiach muzyki elektronicznej w Kolonii (1955), Mediolanie (1959) i Monachium (1963). W latach 1957–1972 był pracownikiem działu muzycznego radia szwedzkiego, w latach 1965–1968 jako kierownik jego sekcji muzyki kameralnej, a 1968–1972 kierownik produkcji. W 1967 roku został członkiem Królewskiej Akademii Muzycznej. Od 1972 roku był profesorem kompozycji na Uniwersytecie McGilla w Montrealu.
Był autorem licznych prac i artykułów, m.in. Codex Carminum Gallicorum (Uppsala 1961), Portrait av Bach (Sztokholm 1968) i Om Notskrifter (Sztokholm 1970).

## Twórczość
Należał do pionierów awangardy muzycznej w Szwecji, jego Doppelrohr na taśmę z 1955 roku należy do pierwszych szwedzkich utworów elektronicznych. Podczas pracy w radio szwedzkim jako pierwszy zaprezentował publiczności w tym kraju utwory Antona Weberna i Edgara Varèse’a. Jako kompozytor był w dużej mierze autodydaktą. Początkowo pozostawał pod wpływem neoromantycznej stylistyki Maxa Regera i Paula Hindemitha, po uczestnictwie w Międzynarodowych Letnich Kursach Nowej Muzyki w Darmstadcie zmienił swoją orientację muzyczną, ulegając wpływom Messiaena, Bouleza i Stockhausena. Eksperymentował w zakresie barwy dźwięku i elektronicznego przetwarzania barw, tworzył serie utworów podejmujących ten sam problem kompozytorski w różnym naświetleniu kolorystycznym, próbował projektować dźwięki przestrzenne. Prowadził badania nad możliwościami organów, studiując dawny i współczesny repertuar organowy, przeprowadzając elektroniczną analizę i syntezę dźwięku tego instrumentu.

## Wybrane kompozycje
(na podstawie materiałów źródłowych)

### Utwory orkiestrowe
- Koncert na organy i smyczki (1948)
- Kleine Musik na obój, smyczki i kotły (1949)
- Rota na 3 grupy orkiestrowe, perkusję i taśmę (1956–1962)
- Transfiguration (1962–1963)
- Rencontres (1968–1971)
- Pianissimo in due tempe na 20 instrumentów smyczkowych (1970–1972)
- Invocation (1971)
- Continuo a partire de Pachelbel na organy i orkietrę (1974–1975)
- Ricordanza (1975–1976)
- Parade na orkiestrę dętą (1977)
- That Harmony na zespół dęty (1983)
- Quodlibet re BACH (1984)
- Litanies (1988–1989)
- Koncert fortepianowy (1992)
- Koncert na róg (1995–1996)
- koncert kameralny Quatre tableaux na obój, smyczki i perkusję (1998)

### Utwory kameralne
- Koncert na organy i klawesyn (1947–1951)
- Music for Ancient Strings na 5 wiol da gamba i klawesyn (1948)
- 3 kwartety smyczkowe (1948–1967)
- Musique na trąbkę (1949)
- Kammarmusik na flet, obój, klarnet, saksofon altowy, altówkę i klawesyn (1950)
- Recitativ och Koral na skrzypce i fortepian (1950)
- Giuco del Cambio na flet, rożek angielski, klarnet basowy, wibrafon, klawesyn, fortepian i 3 perkusje (1952–1954)
- Komposition for Studio II na wibrafon, dzwony rurowe, 3 perkusje, fortepian, klawesyn i organy (1955)
- Introduzione-Sequenze-Coda na 3 flety i 6 perkusji (1958–1959)
- Segnali na gitarę elektryczną, harfę, skrzypce, altówkę, wiolonczelę i kontrabas (1959–1960)
- Mikrogram: 7 Aphorisms na flet altowy, altówkę, wibrafon i harfę (1961)
- Notazioni na klawesyn, 3 flety, rożek angielski, klarnet basowy, 3 trąbki, 3 puzony, czelestę i 6 perkusji (1961)
- Notturno de vecchi strumenti na flet sopranowy, krummhorn, fagot alrowy, violę d’amore, violę da gamba, klawikord, dzwonki i tamburyn (1961)
- Transit II na róg, puzon, gitarę elektryczną i fortepian (1963)
- Advent: Veni redemptor gentium na organy, 4 trąbki, 4 puzony i perkusję (1975)
- Jeu de cinq na kwintet dęty (1976)
- Relief–haut et bas na 2 flety, 3 rogi, puzon, 2 perkusje i 2 kontrabasy (1979)
- Strata na 2 oboje, 2 klarnety 2 rożki basetowe, 2 fagoty, 2 rogi i kontrabas (1979–1980)
- Sheng na obój i organy (1984)
- Monologo na flet (1984)
- Sonata triowa na akordeon, puzon i fortepian preparowany (1985)
- Mirrors na obój i taśmę (1986–1987)
- Night Music na gitarę i perkusję (1988)
- Dos recercadas na gitarę i wiolonczelę (1988)
- Cinque studi canonici na 2 flety (1988)
- Nazdar M J na 3 trąbki, 4 rogi, 3 puzony, tubę, kotły i dzwony rurowe (1989)
- Archipel na 15 instrumentów (1997)
- Kwartet klarnetowy (1997–1998)

### Utwory fortepianowe
- Toccata (1947–1949)
- Cerdes (1948)
- Klockspel (1968)
- Carillon: Le Recital oublié na 2 fortepiany (1972–1974)
- Tre intermezzi (1984)
- Vortex na 2 fortepiany (1986)

### Utwory organowe
- Koralforspel (1948)
- Toccata pro tempore pentecostes (1948)
- Introitus et Triptychon (1949–1950)
- Musik (1950)
- Liturgia (1951–1952)
- Permutations and Hymn: Nocte surgentes (1953)
- Constellations: I (1958), II z taśmą (1959), III z taśmą (1961), IV z perkusją (1978)
- Interferenzen (1961–1962)
- Tre pezzi (1966–1967)
- Nebulosa (1969)
- Toccata pro organo: Monumentum per Max Reger (1973)
- Ricercare (1974)
- Icons (1974–1975)
- Extempore (1975)
- Antiphonie (1977)
- Livre d’orgue (4 zeszyty, 1981)
- Voluntary on a Swedish Hymn Tune from Dalecarlia (1981)
- Variations sur un theme de Gilles Vigneault (1984)
- La Passacaille errante-autour Haendel 1985 (1984)
- Pedalexercitium (1985)
- Apres-Sheng (1988)
- Cadenza (1988)
- Riflessioni (1999)

### Utwory wokalno-instrumentalne
- Cantigas de Santa Maria na sopran, alt, baryton i 3 grupy instrumentalne (1949), także wersja na chór i organy 1950)
- Triptychon na chór (1950)
- Spectrogram na sopran, flet, wibrafon i perkusję (1953)
- Antiphonies en rondes na sopran i orkiestrę (1953)
- Psalmus CXXI and CXXII na sopran i organy (1953)
- Gacelas y casidas de Federico García Lorca na tenora, flet, rożek angielski, klarnet basowy, wibrafon, dzwony i perkusję (1953)
- Crystal Sequence na chór sopranów, 2 trąbki, wibrafon, dzwony, perkusję i 12 skrzypiec (1954)
- Responsorier na tenora, chór, wiernych i 2 organy (1964)
- Praeludium, Kyrie, Sanctus na 2 chóry, solistów, 2 organy i wiernych (1966)
- Motectum archangeli Michaelis a chór i organy (1967)
- Nonsens na chór (1970)
- Inductio na sopran, mieszany chór altów, 3 trąbki i 3 puzony (1979)
- Alpha-Omega na chór i organy (1982)
- Constellations V na soprany z amplifikacją, chór i organy (1982–1983)
- Symphonia sacra in tempore passionis na solistów, chór, instrumenty dęte i perkusję (1986)
- Apocalipsis cum figuris secundum Duerer 1498 na chór i organy (1987)
- 5 Psalmów na chór (1987)
- Echoes of Loneliness na 4 chóry (1988)

### Opery
- opera liturgiczna Experiment X (1968–1969, wyst. Sztokholm 1971)
- opera liturgiczna Se mäinnisken (1970, wyst. Sztokholm 1972)
- opera radiowa Sagan (1978–1979, wyk. radio szwedzkie 1980)
- L’Oui-dire (1984–1986)

### Utwory elektroniczne
- Doppelrohr (1955)
- Fresque sonore (1956–1957)
- Visioner over en svensk folkvisa (1959)
- Intrada (1976)